# بوخوف
بوخوف (بالسلوفاكية: Puchov)‏ مدينة في شمال غرب سلوفاكيا وتتبع أقليم ترنشين.

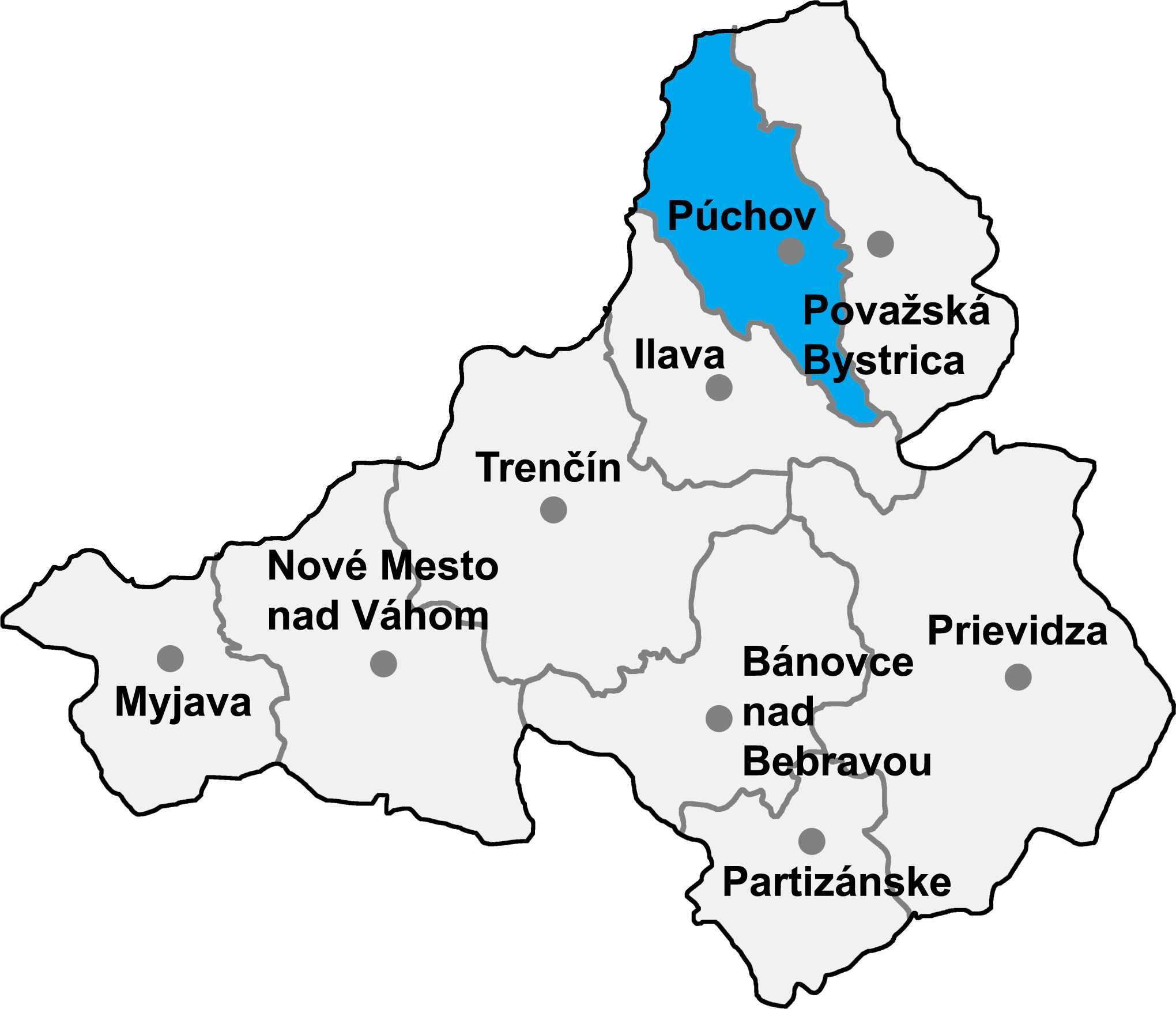
موقع بوخوف في إقليم ترنتشن

## توأمة
لبوخوف اتفاقيات توأمة مع كل من:
- أومسك (23 أبريل 1996 - )[4]
- Hlinsko [الإنجليزية]‏ منذ (1998 - )[4]
- Stara Pazova [الإنجليزية]‏ منذ (2001 - )[4]
- بابرويسك (2005 - )[4]
- بيلا تسيركفا (2004 - )[4]